# Elisabeth van Beieren (1478-1504)
Elisabeth van Beieren-Landshut (Burghausen, 1478 — Landshut, 15 september 1504) was de oudste dochter van George de Rijke, hertog van Beieren-Landshut, en Hedwig van Polen  (1457-1505), dochter van Casimir IV van Polen.
Na de dood van haar broer Lodewijk werd Elisabeth de erfgename van haar vader, maar volgens de huisverdragen van het Huis Wittelsbach golden alleen mannen als opvolger. Desondanks maakte George haar in 1496 per testament tot zijn opvolger. In 1499 trouwde ze met Ruprecht van de Palts. Met hem kreeg ze vier kinderen, van wie de tweeling Ruprecht en George al in 1504 stierven. Otto Hendrik en Filips overleefden en kregen een deel van haar erfenis.
Na de dood van haar vader in 1503 probeerde ze hem samen met haar echtgenoot op te volgen als hertogin. Albrecht IV van Beieren-München maakte ook aansprak op de erfenis, wat uitmondde in de Landshuter Successieoorlog. Tijdens de oorlog stierf Ruprecht, waarop Elisabeth de oorlog voortzette. Anderhalve maand na de dood van haar man stierf Elisabeth zelf ook, waarschijnlijk aan een besmettelijke ziekte. Ze werd begraven in de Abdij Seligenthal.
Voor haar overlevende zoons werd het nieuwe hertogdom Palts-Neuburg uit een deel van Beieren-Landshut geschapen.

## Kinderen
- Ruprecht (gestorven 1504)
- Georg (gestorven 1504)
- Otto Hendrik (10 april 1502 - 12 februari 1559)
- Filips 12 november 1503 - 4 juli 1548)